# Карл Хаусхофер
Карл Ернст Хаусхофер (Минхен, 27. август 1869 — Пел, 10. март 1946) био је немачки географ и публициста, познат као један од пионира геополитике, али и по концептима попут „животног простора”, који су значајно утицали на нацистичку идеологију, као и спољну политику Трећег рајха. Хаусхофер се у својим делима значајно ослањао на америчког поморског теоретичара Махана и британског географа Халфорда Мекиндера, односно концепт „земљe срца”. Иако није био члан НСДАП, са њом је имао блиске односе преко свог студента Рудолфа Хеса, који је постао један од њених најутицајнијих вођа. Хаусхоферов син, Алфред Хаусхофер, прикључио се антинацистичком покрету отпора, па је суделовао у завери 20. јула, након које је ухапшен и ликвидиран непосредно пред крај Другог светског рата. Након пораза Немачке, Хаусхофер је био под истрагом америчких окупацијских власти у оквиру припрема за Нирнбершки процес. Он и супруга су тада извршили самоубиство.

## Дела
- , Берлин 1913.
- , Беч 1921.
- 1925.
- , Берлин 1928.
- , Берлин 1930.
- , 1933.
- , Берлин 1934.[4]
- , Либек 1935.
- , Либек 1935.
- , Либек 1935.
- , Берлин 1937.
- , Лајпциг 1937.
- , Хамбург 1939.
- , Хајделберг 1939.
- , Берлин 1941.
- , Берлин 1941.
- , Берлин 1941.
- , Берлин 1941.
- , Берлин 1943.
- , Берлин, Беч, 1939.